# Опрышки (село)
Опрышки (укр. Опришки) — село, Опрышковский сельский совет, Глобинский район, Полтавская область, Украина.
Код КОАТУУ — 5320686001. Население по оценке 2022 года составляло около 700 человека.
Самый старый документ о Опришках в Центральном Государственном Историческом Архиве Украины в городе Киеве это исповедная ведомость за 1779 год.
Село указано на карте частей Киевского, Черниговского и других наместничеств 1787 года 
Является административным центром Опришковского сельского совета, в который, кроме того, входят сёла Битаково Озеро и Марьино.

## Географическое положение
Село Опрышки находится на берегу реки Сухой Кагамлык, выше по течению на расстоянии в 1 км расположено село Битаково Озеро,
ниже по течению примыкает село Пироги. На реке большая запруда. Рядом проходит автомобильная дорога Т-1716.

## Известные уроженцы
- Иванченко, Раиса Васильевна (род. 1940) — Герой Социалистического Труда.

## Экономика
- ЧП «Колос».
- ФХ «Озёрное».

## Объекты социальной сферы
- Дом культуры.